# 13905 Maxbernstein
13905 Maxbernstein è un asteroide della fascia principale. Scoperto nel 1976, presenta un'orbita caratterizzata da un semiasse maggiore pari a 2,346430 UA e da un'eccentricità di 0,196940, inclinata di 2,762412° rispetto all'eclittica. Ha un diametro di 7,955 km.